# Your Name (альбом)
Your Name (яп. 君の名は。 Кими но На ва.) — восьмой альбом японской рок-группы RADWIMPS, саундтрек к анимационному фильму «Твоё имя» (2016), выпущенный 24 августа 2016 года. Виниловое издание было выпущено 22 февраля 2017 года, а 10 марта вышло Deluxe издание, которое включает в себя английские версии песен.
В первую неделю альбом разошёлся тиражом в 58 000 копий, а также возглавил еженедельный чарт Oricon, продержавшись в нём 81 неделю. Также альбом получил двойную платиновую сертификацию RIAJ.
За саундтрек группа получила премию Японской киноакадемии за выдающиеся достижения в музыке, а также премию Japan Gold Disc Awards за лучший саундтрек года, а «Zenzenzense» и «Nandemonaiya» вошли в список пяти самых скачиваемых песен 2016 года.

## Работа над альбомом
Работа над саундтреком длилась примерно полтора года и велась параллельно с созданием фильма. При записи саундтрека, у группы не было доступа к самой анимации, поэтому музыку они писали, основываясь на сценарии и словах Макото Синкая, из-за чего многие композиции корректировали, чтобы они соответствовали анимации. Когда Ёдзиро Нода написал «First View of Tokyo», у Синкая появилось много мелких изменений, но Нода продолжал считать первоначальную версию лучшей, поэтому прошло какое-то время, чтобы всё урегулировать. Однако случалось и противоположное, когда некоторые сцены были изменены под музыку или были созданы под её влиянием. Одна из этих сцен — финальная часть фильма, которая была снята после того, как Макото Синкай послушал ранний вариант песни «Nandemonaiya». Также были и небольшие изменения. Например при монтаже сцены, в которой играет песня «Zenzenzense», оба главных героя фильма должны были говорить поверх композиции, однако Синкай решил в итоге сделать акцент на словах песни, удлинив для этого сцену. Также были и композиции, которые и вовсе были полностью отброшены, среди них — «Lights Go Out» и «Hikari», которые, однако, были включены в следующий альбом, Human Bloom. Ёдзиро Нода отметил, что при работе на саундтреком самыми сложными для него были инструментальные композиции.

## Синглы
Релиз единственного сингла «Zenzenzense» состоялся 25 июля 2016 года. Музыкальное видео на песню вышло 19 августа, заняв второе место в списке самых просматриваемых японских клипов 2016 года на YouTube. Также сингл возглавил еженедельный чарт Billboard Japan Hot 100 и занял второе место по итогам 2016 года.

## Оркестровый концерт
5 декабря 2017 года в Токио состоялся концерт, на котором RADWIMPS совместно с Токийским филармоническим оркестром исполнили саундтрек, а сам фильм при этом показывался на экране. Это мероприятие собрало десять тысяч человек.
18 апреля 2018 года запись концерта была выпущена на DVD и Blu-ray.

## Список композиций
| №                   | Название                                      | Текст песни         | Музыка                    | Длительность |
| ------------------- | --------------------------------------------- | ------------------- | ------------------------- | ------------ |
| 1.                  | «Dream Lantern» (夢灯籠)                      | Ёдзиро Нода         | Ёдзиро Нода               | 2:09         |
| 2.                  | «School Road» (三葉の通学)                    |                     | Ёдзиро Нода               | 1:07         |
| 3.                  | «Itomori High School» (糸守高校)              |                     | Ёдзиро Нода               | 1:48         |
| 4.                  | «First View of Tokyo» (はじめての、東京)      |                     | Ёдзиро Нода               | 1:16         |
| 5.                  | «Cafe At Last» (憧れカフェ)                   |                     | Акира Кувахара            | 1:29         |
| 6.                  | «Theme of Ms. Okudera» (奥寺先輩のテーマ)     |                     | Ёдзиро Нода               | 2:06         |
| 7.                  | «Unusual Changes of Two» (ふたりの異変)       |                     | Акира Кувахара            | 2:36         |
| 8.                  | «Zenzenzense - Movie Ver.» (前前前世)         | Ёдзиро Нода         | Ёдзиро Нода               | 4:44         |
| 9.                  | «Goshintai» (御神体)                          |                     | Ёдзиро Нода               | 3:24         |
| 10.                 | «Date» (デート)                               |                     | Ёдзиро Нода               | 4:03         |
| 11.                 | «Autumn Festival» (秋祭り)                    |                     | Ёдзиро Нода               | 1:06         |
| 12.                 | «Evoking Memories» (記憶を呼び起こす瀧)       |                     | Ёдзиро Нода               | 1:40         |
| 13.                 | «Visit to Hida» (飛騨探訪)                    |                     | Ёдзиро Нода               | 1:29         |
| 14.                 | «Disappeared Town» (消えた町)                 |                     | Юсукэ Такэда              | 1:55         |
| 15.                 | «Library» (図書館)                            |                     | Юсукэ Такэда              | 1:42         |
| 16.                 | «The Night Inn» (旅館の夜)                    |                     | Ёдзиро Нода, Юсукэ Такэда | 1:29         |
| 17.                 | «Again to Goshintai» (御神体へ再び)           |                     | Ёдзиро Нода               | 2:21         |
| 18.                 | «Kuchikamizake Trip» (口噛み酒トリップ)       |                     | Ёдзиро Нода               | 2:55         |
| 19.                 | «Council of War» (作戦会議)                   |                     | Ёдзиро Нода               | 2:20         |
| 20.                 | «Persuading Mayor» (町長説得)                 |                     | Юсукэ Такэда              | 2:45         |
| 21.                 | «Theme of Mitsuha» (三葉のテーマ)             |                     | Ёдзиро Нода               | 4:02         |
| 22.                 | «Unseen Two» (見えないふたり)                 |                     | Ёдзиро Нода               | 0:50         |
| 23.                 | «Katawaredoki» (かたわれ時)                   |                     | Ёдзиро Нода               | 2:47         |
| 24.                 | «Sparkle - Movie Ver.» (スパークル)           | Ёдзиро Нода         | Ёдзиро Нода               | 8:54         |
| 25.                 | «Date 2» (デート2)                            |                     | Ёдзиро Нода               | 2:09         |
| 26.                 | «Nandemonaiya - Movie Edit.» (なんでもないや) | Ёдзиро Нода         | Ёдзиро Нода               | 3:15         |
| 27.                 | «Nandemonaiya - Movie Ver.» (なんでもないや)  | Ёдзиро Нода         | Ёдзиро Нода               | 5:44         |
| Общая длительность: | Общая длительность:                           | Общая длительность: | Общая длительность:       | 1:12:05      |

| №   | Название                       | Длительность |
| --- | ------------------------------ | ------------ |
| 28. | «Dream lantern (English ver.)» | 2:09         |
| 29. | «Zenzenzense (English ver.)»   | 4:37         |
| 30. | «Sparkle (English ver.)»       | 6:49         |
| 31. | «Nandemonaiya (English ver.)»  | 5:42         |

## Позиции в чартах

### Еженедельные
| Чарт (2016)                 | Высшая позиция |
| --------------------------- | -------------- |
| Еженедельные альбомы Oricon | 1              |
| Billboard Japan Hot Albums  | 1              |

### Годовые
| Чарт (2016)                | Высшая позиция |
| -------------------------- | -------------- |
| Годовые альбомы Oricon     | 6              |
| Billboard Japan Hot Albums | 2              |

## Продажи и сертификации
| Чарт                      | Количество                 |
| ------------------------- | -------------------------- |
| Физические продажи Oricon | 429 000                    |
| Сертификация RIAJ         | Double Platinum (500 000+) |